# Iepure fluierător dauric
Iepurele fluierător dauric (Ochotona dauurica) este o specie de mamifer din familia iepurilor fluierători, Ochotonidae. Este găsit în China, Mongolia și Rusia. Uniunea Internațională pentru Conservarea Naturii a clasificat această specie ca fiind neamenințată cu dispariția.

## Taxonomie
Ochotona dauurica a fost anterior considerată subspecie a Ochotona curzoniae, dar se deosebește de aceasta din punct de vedere morfologic și molecular.

## Descriere
Iepurele fluierător dauric are o lungime a corpului (inclusiv capul) de 15–20 cm și o greutate de 110–150 g. Lungimea craniului atinge 3,9–4,5 cm. Culoarea blănii de vară este maro-gălbenie sau cenușie spre culoarea paielor, iar a celei de iarnă este maro-nisipie, maro-roșcată cenușie sau galbenă-nisipie pală. Partea ventrală este albicioasă și are un guler de o nuanță de maro-galben care se extinde până la piept. Urechile au marginea albă și fiecare are lungimea de 1,6–2,6 cm, iar spre deosebire de Ochotona curzoniae, partea din spate a urechilor este maro-negricioasă. Labele picioarelor din spate au fiecare câte 2,7–3,3 cm în lungime.

## Răspândire și habitat
Arealul iepurelui fluierător dauric cuprinde China, Mongolia și Rusia. În China este găsit în Gansu, Hebei, Henan, Mongolia Interioară, Ningxia, Qinghai, Shaanxi și Shanxi, iar în Rusia în Altai, Bureatia, Krasnoiarsk și Tuva. Habitatul său este alcătuit din pajiști deșertice și este simpatrică cu Ochotona curzoniae.

## Comportament și ecologie
Iepurele fluierător dauric locuiește în vizuini; un sistem de vizuini poate avea 15–20 de intrări. Ecologia sa seamănă cu cea a Ochotona curzoniae. Populațiile pot avea densități fluctuante, dar mari. Trăiește în jur de 2 ani. Dieta sa este compusă din vegetație. O femelă poate naște mai multe rânduri de pui într-un an, fiecare rând putând consta în până la 11 pui. Durata sezonului de reproducere variază în funcție de zonă; în Trans-Baikal începe prin aprilie și se termină în august, iar în cea mai mare parte a Mongoliei începe în aprilie și se termină în septembrie.

## Stare de conservare
Iepurele fluierător dauric este larg răspândit și a fost afectat de măsuri de menținere sub control a dăunătorilor. Unele populații izolate aflate pe la marginile de nord și de sud ale Deșertului Gobi sunt vulnerabile, iar populațiile acestei specii par să întâmpine fluctuații și nu se știe dacă per total populația sa este în creștere sau în scădere, dar este improbabil să scadă într-un ritm suficient de rapid pentru a justifica includerea speciei într-o categorie amenințată. Arealul său cuprinde arii protejate, în jur 8 % din arealul său din Mongolia fiind în arii protejate. Uniunea Internațională pentru Conservarea Naturii a clasificat această specie ca fiind neamenințată cu dispariția.